# 362
362 (CCCLXII) fue un año común comenzado en martes del calendario juliano, en vigor en aquella fecha.
En el Imperio romano, el año fue nombrado como el del consulado de Mamertino y Nevita, o menos comúnmente, como el 1115 Ab urbe condita, adquiriendo su denominación como 362 a principios de la Edad Media, al establecerse el anno Domini.

## Acontecimientos
- Juliano reúne un ejército de 60.000 hombres, una flota de 50 barcos de guerra y mil buques de transporte. Asegura la cooperación del rey de Armenia, Arsaces, y marcha sobre Persia. Logra un éxito detrás de otro, empujándolos hasta Ctesifonte. Sapor II pide la paz, pero Juliano lo rechaza. Pronto, acosado por guerrillas persas, el ejército romano se ve obligado a retirarse.
- 21 de febrero: Atanasio vuelve a Alejandría.
- 22 de octubre: Un fuego misterioso destruye el templo de Apolo en Dafne, afueras de Antioquía.
- 2 de diciembre: en Nicea y Nicomedia (Turquía) se registra un terremoto de 6,8 grados en la escala sismológica de Richter (intensidad de 10).

## Fallecimientos
- Donato de Arezzo, religioso cristiano.